# Apomecyna gambiensis
Apomecyna gambiensis là một loài bọ cánh cứng trong họ Cerambycidae.